# NYC Grand Prix

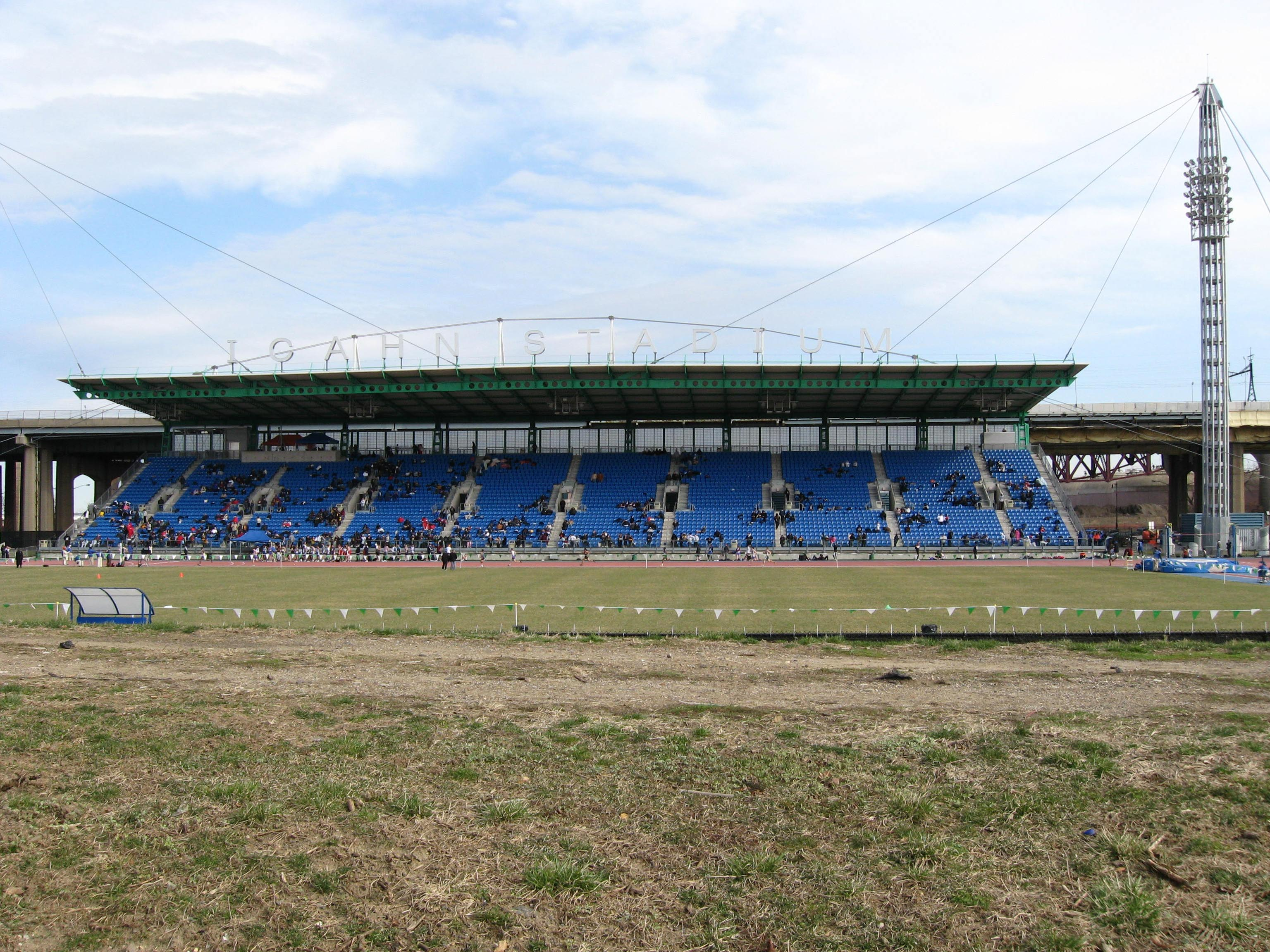
Icahn Stadium — место проведения соревнований

USATF New York Grand Prix  (ранее Adidas Grand Prix и Reebok Grand Prix) — ежегодные международные легкоатлетические соревнования, которые проходят на стадионе имени Карла Айкана в Нью-Йорке, США. Соревнование было частью Гран-при IAAF с 2007 по 2009 год, Бриллиантовой лиги с 2010 по 2015 год. После шестилетнего периода в 2022 году соревнование было возвращено в календарь легкоатлетических событий, став частью Мирового континентального тура.

## Мировые рекорды
За время проведения соревнования здесь были установлены 2 мировых рекорда.
| Год  | Дисциплина         | Рекорд   | Имя           | Гражданство |
| ---- | ------------------ | -------- | ------------- | ----------- |
| 2006 | Бег на 5000 метров | 14.24,53 | Месерет Дефар | Эфиопия     |
| 2008 | Бег на 100 метров  | 9,72     | Усэйн Болт    | Ямайка      |